# 森学
森 学（もり まなぶ、1925年〈大正14年〉3月10日 - 1977年〈昭和46年〉4月5日）は、日本の版画家、日本画家、洋画家。
埼玉県行田市出身。

## 来歴・受賞歴
埼玉県行田市に生まれる。1942年、埼玉県立熊谷中学校（現：埼玉県立熊谷高等学校）卒業。1944年、東京高等工芸学校（現：千葉大学工学部）建築科卒業。
1948年、朔日会に作品出店（5点入選）。1950年、第1回読売アンデパンデン展に「ピーターと狼」を出品。1951年、自由美術家協会展に出品。「作品」入選。1952年、自由展に「花」入選。此の年より日本版画院展に出品。1953年、自由展に「ゴルゴダの岡」「すすき幻想」入選。モダンアート展に「夜のエチュード」入選。県展出品、「花」太田賞受賞。
1954年、朝日新聞社主催の生活工芸展に「版画屏風」入選。1955年、県展にて「忍沼風景」特選及び浦和教育委員会賞受賞。「作品25番」「森の風景」も入選。自家限定版詩集「眼玉」を作る。1957年、第8回日本版画院展出品。「埴輪騎馬」宝珠賞受賞。 第1回東京国際版画ビエンナーレ展にて「日本の抒情」文部大臣賞受賞。1958年、日本代表現代版画全米巡回展招待（国際文化振興会・ニューヨーク・ジャパン・ソサエティ・スミソニアン・インスティテューション企画）
1959年、日本スペイン現代版画交換展招待（鎌倉近代美術館バルセロナ及びマドリッド両美術館共催）。バルセロナ・マドリッド美術館作品5点買上げ（「哲学石私詿」「漂流」「内面詩」「腐木山水」「薔薇の座」）。
1960年、第2回東京国際ビエンナーレ展招待。バルセロナ美術学校作品3点買上げ（「愛の紋章」「墓碑銘」「二つのかたち」）。
1961年、ハンディクラフト・オブ・ジャパン展招待（ニューヨーク・トレード・センター）。ニューヨーク”美の殿堂”画廊と契約。オハイオ州コロンブス美術館買上げ（「ファミリークレスト」「紋章」）。
1962年、第3回東京ビエンナーレ展招待。1966年、版画100年展招待（朝日新聞社主催第9回大阪国際フェスティバル協賛）。
1967年、もりまなぶ版画展招待（オーストラリアCrossle画廊）。1971年、みかも焼（栃木県岩舟町）の絵付けの仕事を始める。天皇ヨーロッパ訪問現代版画展（コペンハーゲン）招待不出品。1972年、現代日本版画展招待（アリゾナ・マーチン画廊）。
1977年4月5日、脳溢血にて死去。

## 代表作品
- 日本の抒情
- 武蔵野の逃げ水

## 個展
- 1962年 東京・フジカワ画廊にてもりまなぶ作品展（油彩画）。
- 1967年 もりまなぶ版画展「愛のシリーズ」群馬県太田市、埼玉県熊谷市にて開催。
- 1972年 「もりまなぶ作品展-日本の花* 幽玄シリーズ」（日本画）熊谷市にて開催。
- 1973年 「もりまなぶ作品展」（日本画）大宮市にて開催。
- 1974年 「もりまなぶ作品展-銀の空間・花の幽玄」（日本画）大宮市にて開催。
- 1975年 「もりまなぶ作品（油彩画小品と掛軸）とみかも焼絵付展」大宮市にて開催。
- 1986年～1988年 長男 文彦をはじめとするもりまなぶ遺作研究会により行田市にて郷土展開催。
- 2008年 行田市郷土博物館にて郷土展開催。
- 2021年～ 生家にて、ギャラリーМ・まなぶが長男 文彦により開催中。

## 掲載作品
- みづゑ 625号 1957年8月
- さいたまグラフ さいたまに生きる 1974年7月
- 版画芸術 No.200 2023年 夏